# 沈炳震
沈炳震（1679年—1737年），字寅馭，號東甫，浙江湖州府歸安縣人。
康熙十八年（1679年）生。為貢生。博覽群書，長於史學。與沈炳異、沈炳謙兄弟合稱“三炳”。參加鄉試八次，皆因言論激烈而落第，遂杜絕科舉。乾隆元年，与弟炳谦同试博学鸿词科，均落選。乾隆二年（1737年）十二月初三日，病卒，得年五十九。著有《新舊唐書合鈔》二百六十卷、《增默齋詩》八卷、《廿一史世谱》五十四卷、《历代帝系纪元歌》一卷、《历代世系纪元编》一卷、《唐书宰相世系表订说》十二卷、《唐诗金粉》十卷、《井魚聽編》十六卷等。

## 延伸阅读
[在维基数据编辑]
 《清史稿·卷485》
 《清史稿·卷485》，出自趙爾巽《清史稿》